# Tulipani - Amore, onore e una bicicletta
Tulipani, amore, onore e bicicletta è un film del 2017 diretto da Mike van Diem.

## Trama
Paesi Bassi 1953, dopo aver perso la sua fattoria durante le inondazioni Gauke un romantico contadino olandese prende la sua bicicletta e si trasferisce in Italia decidendo di coltivare tulipani nel caldo afoso della Puglia. Giunto a destinazione acquista un trullo e pianta dei bulbi di tulipano. Nel 1980 la figlia di Gauke, Anna che vive a Montréal in Canada, riporta le ceneri di Chiara, diventata per lei una sorta di madre adottiva, in Italia, per esaudire il volere della donna morente. Una volta giunta a destinazione incontra Immacolata ed il figlio Vito che come testimoni oculari danno vita al passato attraverso la loro memoria, per onorare il ricordo. E ricostruiscono analogamente gli avvenimenti recenti, avvenuti dopo l’arrivo in paese di Anna, per scagionarla da un'ipotesi di reato sulla quale sta indagando l’ispettore Catarella.

## Produzione
Il film è stato girato prevalentemente nei comuni italiani di Ginosa, Bari, Montescaglioso e Matera.